# Характеристична функція (теорія ігор)
Характеристи́чна фу́нкція — в теорії ігор, функція, визначена на коаліціях, тобто, на підмножинах множини гравців, значеннями якої є множини векторів виграшів гравців, які входять до складу відповідних коаліцій.
Характеристична функція описує можливості коаліції надавати виграші своїм членам. В класичних кооперативних іграх, значенням характеристичної функції є дійсне число, яке означає суму, які члени коаліції зможуть поділити між собою.